# إدواردو كوميسو
إدواردو كوميسو (بالإسبانية: Eduardo Antonio Commisso Villalba)‏ هو لاعب كرة قدم أرجنتيني في مركز الدفاع، ولد في 29 يوليو 1948 في أفيانيدا في الأرجنتين. لعب مع إستوديانتيس دي لا بلاتا وإنديبندينتي وتشاكاريتا جيونيورز ونادي إيركوليس.

## وصلات خارجية
- إدواردو كوميسو على موقع الاتحاد الأوربي (الإنجليزية)
- إدواردو كوميسو على موقع قاعدة بيانات كرة القدم.إي يو (الإنجليزية)